# ژاله کهنمویی‌پور
ژاله کهنمویی‌پور (متولد ۱۳۲۵ در تهران)، پژوهشگر ایرانی زبان و ادبیات فرانسه و استاد گروه فرانسه دانشگاه تهران است. او همچنین رئیس انجمن ایرانی زبان و ادبیات فرانسه است.